# GYARI
GYARI（ギャリ）は、日本のボカロP、ソングライター。代表作は「何でも言うことを聞いてくれるアカネチャン」「アカリがやってきたぞっ」など。

## 概要
VOCALOIDやVOICEROIDなどの音声合成ソフトを用いた楽曲及び動画作成を行っており、楽曲に漫画や紙芝居の様なイラストを付けた動画が人気を博している。そのような動画をYouTubeやニコニコ動画といった動画共有サービスに投稿している。

## VOMS Project
VOMS (ボムズ) Projectは創設者のGYARIが無限にゲーム実況が見たいといった理由で作られたVTuberプロジェクト。名前の由来はおしゃべり配信モンスターという意味を込めてVOX（音、声）とMONSTERS（化物達）を掛け合わせたもの。

### 希望者の応募
VTuberの応募が2019年9月に行われ、応募条件は8分以内に編集なしで実況動画を作ること。応募総数は約300件に及んだ。応募の中から面接などを経て一人を選ぶ予定だったが絞り切れずに最終的に3人がVTuberになることが決定。選ばれたのは「天野ピカミィ」「緋笠トモシカ」「磁富モノエ」の三人だった。

#### 初配信
2020年3月19日に初配信が行われた。3人の初配信は天野ピカミィが20時から、緋笠トモシカが21時から、磁富モノエが22時からと時間をずらして行われた。

##### 磁富モノエ脱退
2021年2月19日滋富モノエの脱退を創設者gyariがTwitter(現x)で伝えた。理由は契約違反だが詳細については伏せられた。

## 代表作
- Scramble Full Panic（2014年8月11日・鏡音リン）
- 月旅（2014年12月28日・結月ゆかり）
- ボーカロイドたちがただテッテーテレッテーするだけ（2016年2月21日・鏡音リン・鏡音レン・初音ミク）
- ボーカロイドたちがただ叫ぶだけ（2016年10月6日・鏡音リン、鏡音レン、猫村いろは、巡音ルカ）
- ボーカロイドたちが2コードくり返してテッテーテレッティとか叫ぶだけ（2017年4月27日・鏡音リン、鏡音レン、初音ミク）
SANOVAによるカバーがアルバムBLISSに収録。
- 何でも言うことを聞いてくれるアカネチャン（2017年12月28日・琴葉茜、結月ゆかり、弦巻マキ、琴葉葵、東北きりたん）
- 楽曲バトル！紲星イキリと化した後輩（2018年8月9日・紲星あかり、結月ゆかり、琴葉茜、琴葉葵、東北きりたん）
- アカリがやってきたぞっ（2018年9月22日・紲星あかり）
- 無限にホメてくれる桜乃そら先生（2018年12月28日・桜乃そら、弦巻マキ）
- 絶対にチョコミントを食べるアオイチャン（2019年8月9日・琴葉葵、琴葉茜）
- 永遠にゲームで対戦したいキリタン（2019年12月29日・東北きりたん、結月ゆかり、紲星あかり）
- ずんだもん｢チャンネル登録よろしくお願いします｣（2023年8月11日・ずんだもん、東北きりたん）
- 花隈の歌は可愛いし小春六花はマジでうるさい(2023年12月29日・花隈千冬、小春六花)
- 【重音テトSV】ドリル無双。～異世界転生して神からドリルを授かった私は、王女を助けたりニセ勇者を追放したり魔王を討伐して最強になったのでスローライフを送ります～※これは音楽動画です【オリジナル曲】(2024年8月10日・重音テト、鏡音リン、鏡音レン、巡音ルカ、KAITO、初音ミク)